# 坦率地说，亲爱的，我一点也不在乎

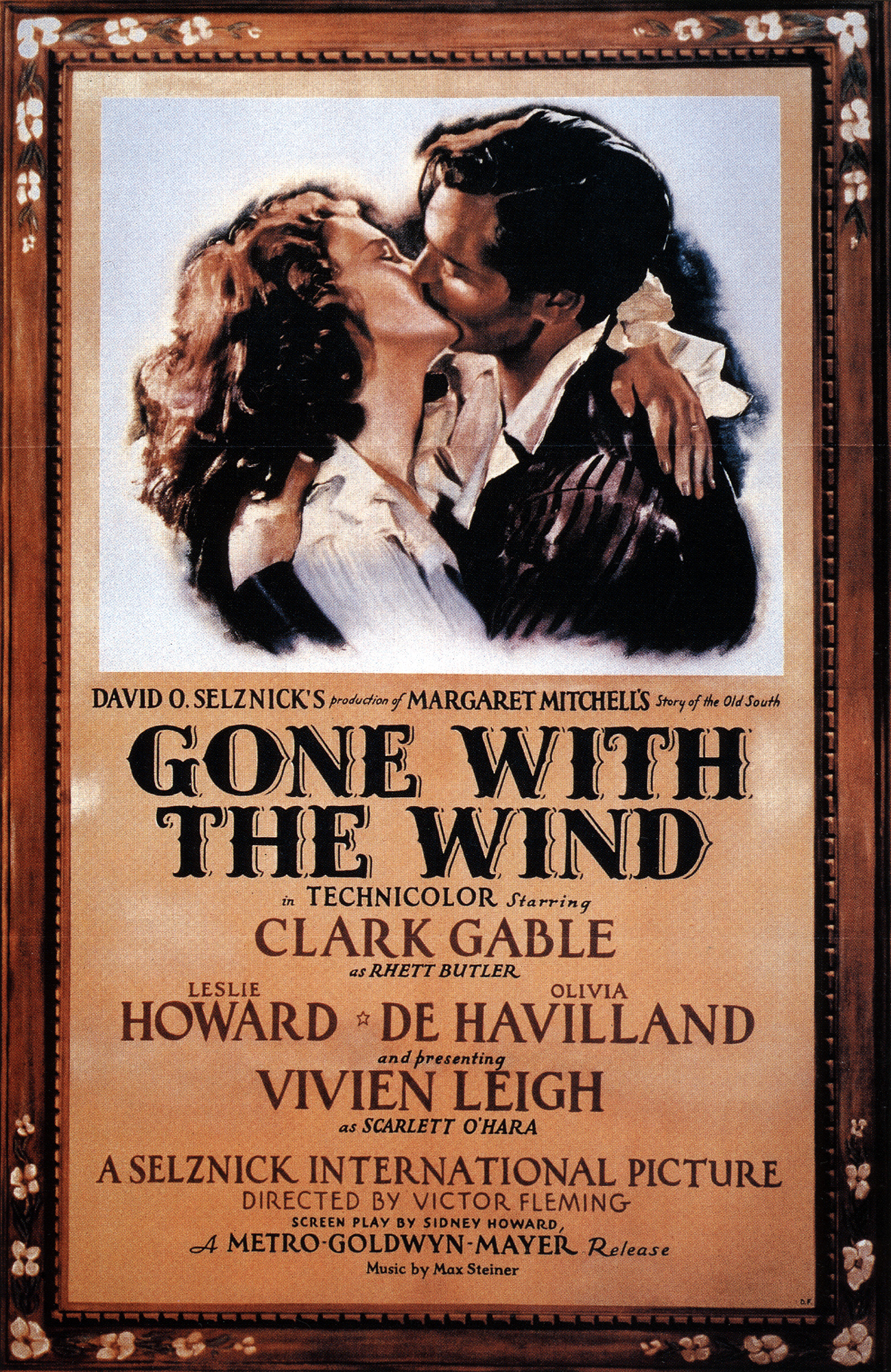
面對斯嘉麗·奧哈拉之請求，瑞德離開了她（1939年，電影《亂世佳人》海報）

“Frankly, my dear, I don't give a damn”是1939年美国电影《乱世佳人》中的一句著名台词，通常翻译为“坦率地说，亲爱的，我一点也不在乎”。这句台词是男主角瑞特·巴特勒对女主斯嘉丽·奥哈拉所说的最后一句话。斯嘉丽面对巴特勒离去，对他说道：“若你走了，我该去何处？我又该怎么办？”她紧紧抓住最后幻想，期望他能回心转意，但最終換來他的無情。这句话同玛格丽特·米切尔1936年出版的原著小说中略有不同，原著中的描寫是“亲爱的，我一點也不在乎（My dear, I don't give a damn）”。这句话表明，瑞特放弃与斯佳丽和他们之间的动荡关系。因他历经十多年曲折寻求她的爱，在追求无果后终不再关心。

## 台詞审议背景
在电影上映之前，负责审核人员曾对剧组在影片中使用“Damn”（该死的）一词提出反对意见。这个词汇在20世纪前期并不受到美国电影制作协会的欢迎，在1930年通过的《电影制作守则》中明确禁止使用。不过在1930年代之前，这个词“Damn”在电影中的应用仍是比较广泛的；比如在有声电影之前的默片时期，约翰·吉尔伯特曾在电影《大游行》中对敌人喊“该死的！”。
虽有传言时任美国电影制片人与发行人协会主席威尔·海斯因制片人大卫·塞尔兹尼克在电影中加入“Damn”一词对其处以5000美元罚款。不过事实上，在影片上映前一个半月前的1939年11月1日，美国电影制片人和发行人协会就通过了新的《制片法》修正案，允许电影使用“Hell”或“Damn”等词，条件是“必须显现出在适当的历史背景下，对历史事实、民间传说之任何场面是具有必要性”或“任何文学的引文，唯不能使用本质上令人反感或违反优良品味之词汇”。有该案支持，美国电影协会对电影中的“Damn”使用不再有异议。本剧共使用两次Damn；在橡树庄园的客厅场面曾有一句“damn Yankees（那些该死的北佬）”

## 评价
此臺詞在1939年電影首映便起經久不衰，亦曾在2005年在美国电影学院AFI百年百大电影台词中名列第一。然而也不乏有褒貶不一的評價，比如美國演員马龙·白兰度就并不喜欢这句台词，在他2005年发行的录音《听我说，马龙》中曾评论道：“想象一下，若有个演员迟到了，而這時他轉過身跟你説：『亲爱的，坦率地说，我一点也不在乎』”1983年美国迪斯科乐队Chic的专辑《Believer》的“美貌动人的你”一曲中亦引用此句台詞。